# Памфлетист
Памфлетист — исторический термин, используемый для описания человека, который создает или распространяет памфлеты — непереплетенные буклеты, предназначенные для широкого распространения.

## Контекст
Памфлеты использовались для распространения мнений автора: например, для выражения политической идеологии или для побуждения людей голосовать за определенного политика Во времена политических волнений, таких как Великая французская революция, памфлетисты проявляли большую активность с целью формирования общественного мнения. До появления телекоммуникаций те, у кого был доступ к печатному станку и запасу бумаги, часто использовали брошюры для распространения своих идей.

## Известные памфлетисты
Памфлеты Томаса Пейна оказали влияние на историю Американской войны за независимость.  Поэт и полемист Джон Мильтон также публиковал памфлеты. Джонатан Эдвардс и Жан Кальвин своими памфлетами изменили историю христианства. По мнению американского историка Стивена Коткина, «Ленин был, по существу, памфлетистом».